# Albertavenator
Albertavenator ("lovec z Alberty") byl rod menšího teropodního dinosaura, žijícího v období pozdní svrchní křídy (geol. stupeň maastricht) na území dnešní kanadské provincie Alberty (souvrství Horseshoe Canyon).

## Historie
Tento dravý troodontid byl vědecky popsán roku 2017. Zkameněliny byly objeveny již na počátku 90. let 20. století, teprve ve zmíněném roce se ale ukázalo, že patří jinému rodu dinosaura než známému rodu Troodon. Byl proto stanoven nový rod a druh, A. curriei (na počest kanadskému paleontologovi Philipu J. Curriemu). Nález prokazuje, že biodiverzita malých teropodů byla na konci křídy i v oblasti Alberty stále velmi vysoká (mimo jiné byly ve stejném roce popsány další dva rody, Latenivenatrix a Stenonychosaurus - ten byl do té doby pokládán za mladší synonymum rodu Troodon).

## Paleobiologie
V roce 2018 byla publikována studie o vzácném objevu fosilních skořápek dinosauřích vajec ze souvrství Horseshoe Canyon (ootaxon Prismatoolithus levis), které zřejmě patřily právě druhu Albertavenator curriei. Skořápky se podobají skořápkám vajec některých současných nelétavých ptáků a patřily zřejmě jakémusi troodontidnímu teropodovi.
Mezi jeho častou kořist mohli patřit například malí ptakopánví dinosauři rodu Parksosaurus.